# Rudolf Biermann (Pädagoge)
Rudolf Biermann (* 4. Juni 1934 in Oestereiden bei Lippstadt; † 4. April 2018 in Recklinghausen) war ein deutscher Erziehungswissenschaftler. Er wurde vor allem bekannt durch seine Arbeit zur kommunikativen Didaktik.

## Leben
Geboren wurde Rudolf Biermann 1934 in Rüthen-Oestereiden bei Lippstadt. Nach Abitur am Ostendorf-Gymnasium in Lippstadt und abgeschlossenem Diplomstudium in Theologie begann er 1960 das Lehramtsstudium an der Pädagogischen Akademie in Paderborn. Von 1963 bis 1970 arbeitete er als Volksschullehrer in Dülmen und Recklinghausen. Neben der Berufstätigkeit im Schuldienst nahm er das Studium in Pädagogik, Philosophie und Theologie wieder auf. 1970 promovierte er bei Klaus Schaller an der Ruhruniversität Bochum, wo er ab 1970 die Tätigkeit als Wissenschaftlicher Assistent unter Jakob Muth aufnahm. Ab 1976 war er außerordentlicher Professor an der Pädagogischen Hochschule Bielefeld, bis er 1979 einen Ruf als ordentlicher Professor auf den Lehrstuhl für Allgemeine Didaktik und Schulpädagogik an der Pädagogischen Hochschule Westfalen-Lippe Abt. Münster erhielt. Diese wurde 1980 mit dem Institut für Erziehungswissenschaften der Westfälischen Wilhelms-Universität Münster zusammengelegt. Dort war er bis zu seiner Emeritierung im Jahr 1997 als ordentlicher Professor tätig.

## Leistungen
Rudolf Biermann beteiligte sich während seiner Lehr- und Forschungstätigkeit aktiv und kompetent am Aufbau und an der Entwicklung einer Schulpädagogik an der Westfälischen Wilhelms-Universität Münster, die an einer sinnvollen Kombination von Schulkritik und Schultheorie, von Didaktik und Unterrichtstheorie und der Frage nach dem pädagogischen Sinn von Unterricht und Schule interessiert ist. Dazu trugen insbesondere seine Studien zur sozialen Dimension von Schüler- und Lehrerhandeln, zur Didaktik als Prozess kommunikativen Handelns und zur Selektionsproblematik der öffentlichen Schule bei. Sie belegten nicht nur die wechselseitige Bedingung von wissenschaftlicher Forschung und Theorie auf der einen Seite und pädagogischer Praxis auf der anderen Seite. Sie waren auch konstitutiv für sein Verständnis von Schulpädagogik, die an einer Universität eine wissenschaftlich angeleitete, theoretisch orientierte Schulpraxis zu fördern beanspruchte.
Rudolf Biermann promovierte 1970 an der Universität Bochum mit der Arbeit „Die pädagogische Begründung der Belohnungen und Strafen in der Erziehung bei Basedow, Campe und Salzmann“. Die Dissertation wurde von Klaus Schaller betreut, für dessen Ansatz von einer kritisch-kommunikativen Didaktik Rudolf Biermann mit seinen systematischen Analysen der unterrichtlichen Strukturen und Fallstudien den Eingang in die Planungspraxis der Lehrer und in den fachdidaktischen Diskurs öffnen konnte. Das Plädoyer für einen herrschaftsfreien Verständigungsprozess im Unterricht bestimmte Biermanns Aufgabenverständnis als außerordentlicher Professor an der Pädagogischen Hochschule Bielefeld (seit 1976) und als ordentlicher Professor (ab 1979) an der Pädagogischen Hochschule Westfalen-Lippe Abt. Münster (Lehrstuhl für Allgemeine Didaktik und Schulpädagogik) und ab 1980 am Institut für Erziehungswissenschaften an der Westfälischen Wilhelms-Universität Münster. Über den Wirkkreis seines Instituts hinaus reichten u. a. seine Organisationsarbeit in der Deutschen Gesellschaft für Gruppenarbeit in der Erziehung (GGE) unter ihrem Leiter  Ernst Meyer. Mit Wilhelm Wittenbruch und Stephanie Hellekamps gab er die Reihe „Studien zur Pädagogik der Schule“ mit über 38 Bänden heraus. Zusammen mit Herbert Schulte leitete er zuletzt ein von der Deutschen Forschungsgemeinschaft gefördertes Projekt zur schulischen Medienerziehung, welches 1997 mit zwei Forschungsberichten abgeschlossen wurde.

## Werke
- Die pädagogische Begründung der Belohnungen und Strafen in der Erziehung bei Basedow, Campe und Salzmann : ein Beitrag zur Wandlung des Philanthropismus zu eines pädagogischen Individualismus auf dem Hintergrund der Aufklärung. Inauguraldissertation, Ruhruniversität Bochum, Bochum 1970.
- Unterricht – ein Programm der Schüler, Frankfurt am Main: Verlag Peter Lang, 1981, ISBN 3-8204-6950-8.
- Interaktion, Unterricht, Schule. Darmstadt: Wissenschaftliche Buchgesellschaft, 1985, ISBN 3-534-08999-5.
- Bildschirmmedien im Alltag von Kindern und Jugendlichen: medienpädagogische Forschung in der Schule: Projekt "Medienerziehung in der Schule": Forschungsbericht Teil 1 zusammen mit Herbert Schulte, Frankfurt am Main: Verlag Peter Lang, 1996, ISBN 3-631-30681-4.
- Leben mit Medien – Lernen mit Medien: Fallstudien zum medienpädagogischen Handeln in der Schule zusammen mit Herbert Schulte, Frankfurt am Main: Verlag Peter Lang, 1997, ISBN 3-631-31584-8.